# Coryn Rivera
Coryn Rivera (26 de agosto de 1992) es una ciclista estadounidense, residente en Tustin, que destacaba como esprínter sobre todo en circuitos tipo critérium. Debutó como profesional en 2012, tras ganar decenas de campeonatos de diferentes especialidades ciclistas en categorías inferiores, y desde 2014 estuvo asentada en el profesionalismo.

## Trayectoria deportiva
Desde 2007 destacó en el calendario estadounidense, tanto de pista como de ruta, -si bien desde antes llevaba acumulando decenas de campeonatos en otras especialidades ciclistas en categorías inferiores- y ello la dio acceso a participar en los Campeonatos Mundiales juveniles -tanto contrarreloj como en ruta- llegando entre las 20 primeras de ambas pruebas. Al año siguiente, en 2010, fichó por el potente equipo amateur de su país del Exergy TWENTY12 con el que pudo participar en algunas carreras profesionales internacionales e incluso subió al profesionalismo en 2012. Durante esa etapa fue 3.ª en el Campeonato Mundial juvenil 2010 y logró su primera victoria profesional al hacerse con una etapa del Tour Féminin en Limousin 2011 donde además fue 7.ª en la clasificación general final.
En 2013 pasó a un equipo amateur del Reino Unido donde fue 5.ª en el Sparkassen Giro como su mejor resultado. Al año siguiente volvió al profesionalismo con el equipo UnitedHealthcare de su país en el cual en su primer año debutó en el Giro de Italia Femenino y en el segundo comenzó a cosechar victorias profesionales.
De cara al año 2022 fichó por el Jumbo-Visma, equipo en el que competiría con el nombre de Coryn Labecki tras haberse casado. En 2024 se unió al EF-Oatly-Cannondale en el que fue el último año de su carrera.

## Palmarés
2011 (como amateur)
- 1 etapa del Tour Féminin en Limousin

2015
- 2.ª en el Campeonato Panamericano en Ruta
- 2.ª en el Campeonato de Estados Unidos en Ruta
- 1 etapa del Tour de Turingia femenino
- 1 etapa del Joe Martin Stage Race Women

2016
- 1 etapa del Tour Femenino de San Luis
- Joe Martin Stage Race Women, más 2 etapas
- 2.ª en el Campeonato de Estados Unidos en Ruta
- 1 etapa del Tour de Turingia femenino

2017
- Trofeo Alfredo Binda-Comune di Cittiglio
- Tour de Flandes
- 1 etapa del Tour de California
- 2.ª en el Campeonato de Estados Unidos en Ruta
- RideLondon Classique

2018
- 2 etapas del Tour de Turingia femenino
- The Women's Tour, más 1 etapa
- Campeonato de Estados Unidos en Ruta

2019
- 2.ª en el Campeonato de Estados Unidos en Ruta
- 2 etapas del Lotto Belgium Tour

2021
- 2.ª en el Campeonato de Estados Unidos en Ruta
- 1 etapa del Giro de Italia Femenino

2023
- 2.ª en el Campeonato de Estados Unidos en Ruta

2024
- 3.ª en el Campeonato de Estados Unidos en Ruta

## Resultados en Grandes Vueltas y Campeonatos del Mundo
Durante su carrera deportiva ha conseguido los siguientes puestos en las Grandes Vueltas femeninas y en los Campeonatos del Mundo en carretera:
| Carrera         | Carrera         | 2012 | 2013 | 2014 | 2015 | 2016 | 2017 | 2018 | 2019 | 2020 | 2021 | 2022 | 2023  | 2024 |
| --------------- | --------------- | ---- | ---- | ---- | ---- | ---- | ---- | ---- | ---- | ---- | ---- | ---- | ----- | ---- |
|                 | Giro de Italia  | —    | —    | 97.ª | —    | —    | 47.ª | —    | —    | 46.ª | 25.ª | —    | —     | —    |
|                 | Tour de l'Aude  | X    | X    | X    | X    | X    | X    | X    | X    | X    | X    | X    | X     | X    |
|                 | Tour de Francia | X    | X    | X    | X    | X    | X    | X    | X    | X    | X    | —    | 103.ª | X    |
| Mundial en Ruta | Mundial en Ruta | —    | —    | —    | —    | 16.ª | 18.ª | 31.ª | 10.ª | 37.ª | 10.ª | —    | Ab.   | —    |

—: no participa

Ab: abandono

X: ediciones no celebradas

## Equipos
- TWENTY12 (2010-2012)[10]
  - Peanut Butter & Co. TWENTY12 (2010-2011) (amateur)
  - Exergy TWENTY12 (2012)
- UnitedHealthcare (2014-2016)
  - UnitedHealthcare Professional Cycling Team (2014-2015)
  - UnitedHealthcare Professional Women's Cycling Team (2016)
- Sunweb/DSM (2017-2021)
  - Team Sunweb (2017-2020)
  - Team DSM (2021)
- Jumbo-Visma (2022-2023)
- EF-Oatly-Cannondale (2024)